# حكاية تفاح السكر الخيالية
حكاية تفاح السكر الخيالية هي سلسلة روايات خفيفة يابانية من تأليف ميري ميكاوا، تم عمل مسلسل أنمي من إنتاج جاي سي ستاف سيعرض في 2023.